# Raja herwigi
Raja herwigi es una especie de pez de la familia de los Rajidae en el orden de los Rajiformes.

## Morfología
Los machos pueden llegar a alcanzar los 50 cm de longitud total.

## Reproducción
Es ovíparo y las hembras ponen huevos envueltos en una cápsula córnea.

## Hábitat
Es un pez de mar y de Clima tropical (17 ° N-15 º N) y demersal que vive entre 55-102 m de profundidad. 

## Distribución geográfica
Se encuentra en el Océano Atlántico oriental central: es un endemismo de Cabo Verde. 

## Observaciones
Es inofensivo para los humanos. 